# Artemísia I de Cària
|  | Per a altres significats, vegeu «Artemísia II de Cària». |

Artemísia de Cària (grec antic: Ἀρτεμισία) fou una reina d'Halicarnàs, Cos, Nísiros i Calinda, feudatària dels reis perses aquemènides i contemporània de Xerxes I de Pèrsia.
Era filla de Lígdamis, i va succeir al tron el seu marit (del qual no es coneix el nom, i va governar vers 490-480 aC). El 480 aC, es va unir voluntàriament amb la seva flota a l'exèrcit persa i va participar en la batalla de Salamina. Aconsellà Xerxes I que no lliurés una batalla naval contra els grecs, sinó que, una vegada fos presa Atenes, prosseguís el seu avanç fins al Peloponnès amb l'exèrcit de terra. L'amenaça que les naus perses poguessin desembarcar al sud de l'istme de Corint forçaria els contingents de les ciutats peloponèsies a dispersar-se i protegir els seus territoris.
La seva nau va ser capturada per un trirrem atenenc i no tenia possibilitat d'escapar perquè diverses naus perses, erròniament, li tancaven el pas. Envestí un vaixell de la flota de Xerxes i el va enfonsar, de mode que l'embarcació grega cregués que era aliada, i deixés de perseguir-la.
Escapà fins a les línies perses, on, segons Heròdot, Xerxes digué: «Els meus homes [els perses] s'han convertit en dones i les meves dones [Artemísia] en homes!» Heròdot tenia una bona opinió d'ella, a despit del seu suport a Pèrsia en la batalla, possiblement perquè ambdós eren naturals d'Halicarnàs. La va succeir el seu fill Pisindelis, en una data desconeguda, cap a la meitat del segle V aC.
Segons una llegenda que explica Foci, estava enamorada de Dàrdan, un jove d'Abidos, i com que aquest no li corresponia el va fer cegar mentre dormia. Un oracle li va fer expiar el crim tirant-se a la mar de dalt de la Roca Lèucada, episodi que recorda el de la mort de Safo.